# Жандироба, Вирна
Ви́рна Ка́роли Андра́ди Жандиро́ба (порт.-браз. Virna Carole Andrade Jandiroba; род. 30 мая, 1988 год, Серринья, Баия, Бразилия) — бразильский боец смешанных единоборств. В настоящее время она выступает в минимальном весе Ultimate Fighting Championship (UFC). Бывшая чемпионка Invicta FC в минимальном весе. Занимает 1 строчку в рейтинге UFC среди женщин в минимальном весе и 8 в независимости от категории.

## Биография
Вирна Жандироба начала заниматься кунг-фу, когда была ребенком. Позже она начала заниматься дзюдо и бразильскому джиу-джитсу. Она перешла в смешанные боевых единоборства после того, как получила чёрный пояс по бразильскому джиу-джитсу

## Карьера

### Ранняя карьера
Жандироба начала свою профессиональную карьеру в ММА в 2013 году и выступала в основном в Бразилии. Она сделана рекорд 11-0 до подписания контракта с организацией Invicta FC.

### Invicta
Жандироба дебютировала в Invicta 8 декабря 2017 года на Invicta FC 26 против Эми Монтенегро. Она выиграла бой, выбив Монтенегро с помощью рычага локтя в первом раунде.
Жандироба должна была встретиться с Жанаисой Морандин 24 марта 2018 года на турнире Invicta FC 28 за титул чемпиона Invicta в минимальном весе. Однако Морандин была вынуждена сняться из-за зубной инфекции, и ее заменила Мизуки Иноуэ. Она выиграла бой раздельным решением судей со счетом (49-46, 46-49, 49-46) и стала чемпионкой Invicta FC в минимальном весе.
1 сентября 2018 года Жандироба провела свою первую защиту титула на Invicta FC 31 против Жанаисы Морандин. Она победила Морандин во втором раунде и защитила титул чемпиона Invicta FC в минимальном весе.

### Ultimate Fighting Championship
В своем дебютном бою в UFC Жандироба заменила травмированную Ливию Ренату Соузу в бою против Карлы Эспарсы 27 апреля 2019 года на UFC Fight Night: Жакаре vs. Херманссон. Она проиграла бой единогласным решением судей.
Хотя бой с Эспарсой не прошел для Жандиробы удачно, Жандироба считает, что этот бой, ее первое профессиональное поражение, стал причиной ее последующего роста и побед, которых она добилась в UFC.
Ожидалось, что Жандироба встретится с Кортни Кейси 7 декабря 2019 года на турнире UFC на ESPN 7. Однако Кейси снялась с боя по неизвестной причине, и ее заменила Ливия Рената Соуза. В свою очередь, позже Соуза снялась с боя из-за травмы спины, и ее заменила Мэллори Мартин. Жандироба выиграл бой приёмом во втором раунде.
Жандироба встретилась с Фелис Херриг 15 августа 2020 года на турнире UFC 252. Она выиграла бой, проведя удушающий прием на руку в первом раунде. Эта победа принесла ей награду «Выступление вечера».
Жандироба встретилась с Маккензи Дерн 12 декабря 2020 года на турнире UFC 256. Она проиграла бой единогласным решением судей.
Жандироба встретилась с Канако Муратой 19 июня 2021 года на турнире UFC on ESPN 25. Она выиграла бой после того, как врач остановил бой после 2-го раунда из-за вывиха локтя Канако.
Жандироба встретился с Амандой Рибас 30 октября 2021 года на турнире UFC 267. Она проиграла бой единогласным решением судей.
Жандироба встретилась с Анджелой Хилл 14 мая 2022 года на турнире UFC на ESPN 36. Она выиграла бой единогласным решением судей.
Жандироба встретилась с Мариной Родригес 6 мая 2023 года на турнире UFC 288. Она выиграла бой единогласным решением судей.
Жандироба должна была встретиться с Татьяной Суарес 5 августа 2023 года на турнире UFC on ESPN 50. Однако в июне было объявлено, что Жандироба получила травму, требующую операции на колене, и ее заменила Жессика Андради.
Жандироба встретилась с Лупи Годинес 30 марта 2024 года на турнире UFC on ESPN 54. Она выиграла бой единогласным решением судей.
Жандироба встретилась с Амандой Лемус 20 июля 2024 года на турнире UFC on ESPN 60. Она выиграла бой, проведя удушающий прием во втором раунде. Этот бой принес ей еще одну награду «Выступление вечера».
Жандироба должна была вновь встретиться с Татьяной Суарес 7 декабря 2024 года на турнире UFC 310. Однако, как сообщается, Суарес снялась с боя из-за проблем со здоровьем, и бой впоследствии был исключён из карда.
Жандироба встретилась с Янь Сяонань 12 апреля 2025 года на турнире UFC 314. Она выиграла бой единогласным решением судей.

## Титулы и достижения

### Ultimate Fighting Championship
- «Выступление вечера» (дважды), в боях против Фелис Херриг и Аманды Лемус

### Invicta Fighting Championships
- Чемпионка в минимальном весе (один раз, бывшая)
- Одна успешная защита титула (против Жанаисы Морандин)
- «Выступление вечера»  (дважды) против Эми Монтенегро и Жанаисы Морандин

## Статистика в смешанных единоборствах
| Боёв 25  | Побед 22 | Поражений 3 |
| -------- | -------- | ----------- |
| Нокаутом | 1        | 0           |
| Сдачей   | 14       | 0           |
| Решением | 7        | 3           |

| Результат | Рекорд | Соперник                   | Способ                          | Турнир                                 | Дата             | Раунд | Время | Место                                    | Примечание                                                                  |
| --------- | ------ | -------------------------- | ------------------------------- | -------------------------------------- | ---------------- | ----- | ----- | ---------------------------------------- | --------------------------------------------------------------------------- |
| Win       | 22–3   | Yan Xiaonan                | Decision (unanimous)            | UFC 314                                | 12 апреля 2025   | 3     | 5:00  | Miami, Florida, United States            |                                                                             |
| Win       | 21–3   | Amanda Lemos               | Submission (armbar)             | UFC on ESPN: Lemos vs. Jandiroba       | 20 июля 2024     | 2     | 4:48  | Las Vegas, Nevada, United States         | Performance of the Night.                                                   |
| Win       | 20–3   | Loopy Godinez              | Decision (unanimous)            | UFC on ESPN: Blanchfield vs. Fiorot    | 30 марта 2024    | 3     | 5:00  | Atlantic City, New Jersey, United States |                                                                             |
| Win       | 19–3   | Marina Rodriguez           | Decision (unanimous)            | UFC 288                                | 6 мая 2023       | 3     | 5:00  | Newark, New Jersey, United States        |                                                                             |
| Win       | 18–3   | Angela Hill                | Decision (unanimous)            | UFC on ESPN: Błachowicz vs. Rakić      | 14 мая 2022      | 3     | 5:00  | Las Vegas, Nevada, United States         |                                                                             |
| Loss      | 17–3   | Amanda Ribas               | Decision (unanimous)            | UFC 267                                | 30 октября 2021  | 3     | 5:00  | Abu Dhabi, United Arab Emirates          |                                                                             |
| Win       | 17–2   | Kanako Murata              | TKO (arm injury)                | UFC on ESPN: The Korean Zombie vs. Ige | 19 июня 2021     | 2     | 5:00  | Las Vegas, Nevada, United States         |                                                                             |
| Loss      | 16–2   | Mackenzie Dern             | Decision (unanimous)            | UFC 256                                | 12 декабря 2020  | 3     | 5:00  | Las Vegas, Nevada, United States         |                                                                             |
| Win       | 16–1   | Felice Herrig              | Submission (armbar)             | UFC 252                                | 15 августа 2020  | 1     | 1:44  | Las Vegas, Nevada, United States         | Performance of the Night.                                                   |
| Win       | 15–1   | Mallory Martin             | Submission (rear-naked choke)   | UFC on ESPN: Overeem vs. Rozenstruik   | 7 декабря 2019   | 2     | 1:16  | Washington, D.C., United States          |                                                                             |
| Loss      | 14–1   | Carla Esparza              | Decision (unanimous)            | UFC Fight Night: Jacaré vs. Hermansson | 27 апреля 2019   | 3     | 5:00  | Sunrise, Florida, United States          |                                                                             |
| Win       | 14–0   | Janaisa Morandin           | Submission (arm-triangle choke) | Invicta FC 31                          | 1 сентября 2018  | 2     | 2:23  | Kansas City, Missouri, United States     | Defended the Invicta FC Strawweight Championship. Performance of the Night. |
| Win       | 13–0   | Mizuki Inoue               | Decision (split)                | Invicta FC 28                          | 24 марта 2018    | 5     | 5:00  | Salt Lake City, Utah, United States      | Won the vacant Invicta FC Strawweight Championship.                         |
| Win       | 12–0   | Amy Montenegro             | Submission (armbar)             | Invicta FC 26                          | 8 декабря 2017   | 1     | 2:50  | Kansas City, Missouri, United States     | Performance of the Night.                                                   |
| Win       | 11–0   | Ericka Almeida             | Decision (split)                | Fight2Night 2                          | 28 апреля 2017   | 3     | 5:00  | Foz do Iguaçu, Brazil                    |                                                                             |
| Win       | 10–0   | Suiane Teixeira dos Santos | Submission (armbar)             | Imperium MMA Pro 12                    | 26 ноября 2016   | 1     | 0:46  | Serrinha, Brazil                         | Catchweight (137 lb) bout.                                                  |
| Win       | 9–0    | Lisa Ellis                 | Submission (rear-naked choke)   | Fight2Night 1                          | 4 ноября 2016    | 1     | 2:21  | Rio de Janeiro, Brazil                   |                                                                             |
| Win       | 8–0    | Cristiane Lima Silva       | Submission (rear-naked choke)   | Fight On 3                             | 30 июля 2016     | 1     | 2:34  | Salvador, Brazil                         |                                                                             |
| Win       | 7–0    | Anne Karoline Nascimento   | Submission (armbar)             | Circuito MNA de MMA 2                  | 9 апреля 2016    | 2     | 3:29  | Seabra, Brazil                           | Won the vacant Circuito MNA de MMA Strawweight Championship.                |
| Win       | 6–0    | Aline Sattelmayer          | Decision (unanimous)            | O Rei da Arena Fight 2                 | 14 ноября 2015   | 3     | 5:00  | Alagoinhas, Brazil                       | Return to Strawweight.                                                      |
| Win       | 5–0    | Cristiane Lima Silva       | Submission (rear-naked choke)   | Velame Fight Combat 4                  | 12 сентября 2015 | 1     | 2:53  | Feira de Santana, Brazil                 | Catchweight (121 lb) bout.                                                  |
| Win       | 4–0    | Carla Ramos                | Submission (triangle choke)     | Banzay FC 2                            | 16 мая 2015      | 1     | 1:50  | Candeias, Brazil                         | Flyweight bout.                                                             |
| Win       | 3–0    | Camila Lima                | Submission (rear-naked choke)   | MMA Super Heroes 7                     | 15 ноября 2014   | 2     | 4:30  | São Paulo, Brazil                        | Strawweight debut.                                                          |
| Win       | 2–0    | Gina Brito Silva Santana   | Submission (rear-naked choke)   | The Iron Fight 2                       | 21 декабря 2013  | 3     | N/A   | Euclides da Cunha, Brazil                |                                                                             |
| Win       | 1–0    | Joana Santana              | Submission (rear-naked choke)   | Premier Fight League 10                | 15 июня 2013     | 1     | 0:41  | Serrinha, Brazil                         | Flyweight debut.                                                            |